# Liste der Naturdenkmäler in Eisenstadt
Die Liste der Naturdenkmäler in Eisenstadt listet alle als Naturdenkmal ausgewiesenen Objekte in der Landeshauptstadt Eisenstadt im Bundesland Burgenland auf. Bei den fünf Naturdenkmälern handelt es sich um vier Bäume und einen Weinstock. Räumlich verteilen sich drei der Naturdenkmäler auf die Katastralgemeinde St. Georgen, zwei befinden sich in der Katastralgemeinde Eisenstadt.

## Naturdenkmäler
| Foto |                 | Name        | ID    | Standort                                           | Beschreibung | Fläche | Datum |
| ---- | --------------- | ----------- | ----- | -------------------------------------------------- | --- | ------ | ----- |
| 0 BW | Datei hochladen | Rotbuche    | E-002 | Eisenstadt KG: Eisenstadt GrStNr: 1198 Standort    | |        | 2001  |
| 0 BW | Datei hochladen | Rotbuche    | E-003 | Eisenstadt KG: Eisenstadt GrStNr: 1447 Standort    | |        | 2001  |
| 0    | Datei hochladen | Alte Rebe   |       | Eisenstadt KG: St. Georgen                         | Bei der Rebe handelt es sich (neben dem Traminer) um die zweite, im Jahr 2000 entdeckte Elternsorte des Grünen Veltliners. Benannt wurde die Sorte wie ihr Fundort: St. Georgen. Die Rebe befindet sich am Hetscherlberg, der heutigen Viehtrift. Der rund 500 Jahre alte Weinstock wurde 2011 von unbekannten Tätern umgesägt, trieb allerdings danach wieder aus. |        | 2011  |
| 0 BW | Datei hochladen | Feldahorn   | E-004 | Eisenstadt KG: St. Georgen GrStNr: 4504/3 Standort | |        | 2001  |
| 0 BW | Datei hochladen | Sommerlinde | E-001 | Eisenstadt KG: St. Georgen GrStNr: 179 Standort    | |        | 1935  |

## Ehemalige Naturdenkmäler
| Foto |                 | Name           | ID | Standort   | Beschreibung | Fläche | Datum |
| ---- | --------------- | -------------- | -- | ---------- | ------------ | ------ | ----- |
| 0    | Datei hochladen | 2 Winterlinden |    | Eisenstadt |              |        | 1967  |

| Foto:                    | Fotografie des Naturdenkmals. Klicken des Fotos erzeugt eine vergrößerte Ansicht. Daneben finden sich zwei Symbole: \| Weitere Bilder vorhanden \| Das Symbol bedeutet, dass weitere Fotos des Objekts verfügbar sind. Durch Klicken des Symbols werden sie angezeigt. \| \| Eigenes Foto hochladen \| Durch Klicken des Symbols können weitere Fotos des Objekts in das Medienarchiv Wikimedia Commons hochgeladen werden. \| |
| Name:                    | Bezeichnung des Naturdenkmals laut offiziellen Quellen |
| ID                       | Identifikator |
| Standort:                | Es ist die Gemeinde und falls vorhanden die Adresse angegeben. Darunter sind die Katastralgemeinde (KG) und die Grundstücksnummer angeführt. Durch Aufruf des Links Standort wird die Lage des Denkmals in verschiedenen Kartenprojekten angezeigt. |
| Beschreibung             | Kurze Beschreibung des Naturdenkmals |
| Fläche                   | Fläche des Naturdenkmals in Hektar (ha) |
| Datum                    | Datum oder Jahr der Unterschutzstellung |
| Weitere Bilder vorhanden | Das Symbol bedeutet, dass weitere Fotos des Objekts verfügbar sind. Durch Klicken des Symbols werden sie angezeigt. |
| Eigenes Foto hochladen   | Durch Klicken des Symbols können weitere Fotos des Objekts in das Medienarchiv Wikimedia Commons hochgeladen werden. |